# 長崎氏
長崎氏（ながさきし）は、鎌倉時代の北条氏得宗家の御内人であり、鎌倉幕府の御家人。桓武平氏と称して、得宗被官である同族とされる平氏についてもこの項で扱う。

## 概要
平清盛の孫の資盛の系統と称した北条得宗家の家令となった平盛綱を祖とする。鎌倉時代になり、姓とは別に苗字が一般化した時代となると、本姓である平姓とは別に伊豆国田方郡長崎郷（現在静岡県伊豆の国市）の地を得て長崎氏を称したのに始まるという。北条得宗家の筆頭身内人として内管領の家系となり、幕府の役職としては軍事・警察を統括し、刑事訴訟（検断沙汰）を行う侍所所司の要職につき、盛綱の孫の平頼綱や曾孫である長崎円喜など鎌倉時代後期に将軍家や北条得宗家以上の権勢をふるった。
盛綱については、1221年の承久の乱で、北条泰時の出立の時に従った18騎のうちの一人として、平家の通り字である「盛」の字を持って、兄弟とされる平実忠（関実忠）とともに『吾妻鏡』に登場するのが盛綱の史料上の初出である。兵衛尉という官位名で登場しており、この時点で既に高い地位であったと考えられている。1377年から1395年にかけて編纂された『尊卑分脈』では平資盛の子としており、長崎流との記載も見られる。1635年から1636年頃に成立したと見られる『勢州軍記』には、伊勢国の諸家に関する記載があり、平実忠と平盛綱の兄弟を平清盛の後胤と記している。1856年から1860年頃に成立したと見られる『系図纂要』には、寿永3年（1184年）に源頼朝が小松氏旧恩のため、平盛国を北条氏に預けたと記載され、盛綱を資盛の曾孫（資盛―盛国―国房―盛綱）とし、平姓関氏と結びつけて同族としているが、そもそも資盛の子孫とする段階で、支持する説（森幸夫など）と否定する説（細川重男など）とで意見が分かれている。ただし、飯沼資宗や長崎高資が資盛にあやかって｢資｣の字を用いていることや、『太平記』巻第10「長崎高重最期合戦の事」の中で、高資の子である長崎高重が｢桓武第五ノ皇子葛原親王ニ三代ノ孫、平将軍貞盛ヨリ十三代、前相模守高時ノ管領ニ、長崎入道円喜ガ嫡孫、次郎高重｣と名乗りを挙げる場面があるので、長崎氏自身は平氏の末裔という自覚を持っていたのは確かであると思われる。
平盛綱・盛時・頼綱・宗綱については、後に内管領として権勢を振るう長崎円喜・高資父子と同族であるため、便宜上長崎氏に含められるが、彼らを長崎姓で呼ぶのは正式ではない（この点については後述を参照）。

## 歴史
平盛綱は、北条泰時・経時・時頼の3代の得宗に仕えた。承久の乱で、泰時が出立の時に従った18騎のうちの1人となる。伊賀氏事件、宮騒動でも活躍した。1234年（文暦1年）8月5日には、尾藤景綱のあとを受けて泰時の家令となり、御内人の頂点に立った。京都大番役勤仕の報告先ともなっており、1234年頃に軍事・警察を統括する侍所所司となったと見られている。
盛綱の孫の平頼綱は、北条時宗の寄合衆、家令（内管領）の地位となり、幕府の役職としては、軍事・警察を統括する侍所所司という立場で元寇に対処した。時宗が34歳の若さで死去すると14歳で執権となった貞時を補佐した。
1285年（弘安8年）に幕府の有力御家人である安達泰盛を霜月騒動で滅ぼして幕府の実権を握ったが、1293年（永仁元年）貞時に襲撃されて自害した（平禅門の乱）。
その後、頼綱の従兄弟（弟とも、叔父とも）にあたる長崎光綱の子長崎円喜とその子長崎高資の父子が内管領・侍所所司となって幕政の実権を握ったが、『太平記』によれば、1333年（元弘3年/正慶2年）5月に新田義貞に鎌倉を攻められて幕府が崩壊し、北条氏一門とともに鎌倉東勝寺で自害して滅亡した。なお、『太平記』では高資の子高重の奮戦や一族の長崎思元・為基親子の奮戦を記しているが、高資の動向に関しては記されていない。
室町時代には頼綱の弟・重綱の系統が生き残り、奥州名取郡の領主で江戸時代には仙台藩士となった秋保氏も一族であると言われている。後北条氏に仕えた一族もおり、長崎重光は、現在の世田谷区瀬田に瀬田城（別名：長崎館）を築き、行善寺を菩提寺として開基した。同氏滅亡後は同地に土着し名主を務めた。またその兄弟は川崎市高津区北見方に移住し、名主を務めている。
他方、現在の長崎県や長崎市の名の由来に挙げられる。
東京都豊島区長崎や山形県鶴岡市長崎の地名は鎌倉時代に執権北条氏の家臣長崎氏の領地であったことに由来するとされる。
出自について諸説ある楠木正成は、鎌倉幕府の御内人であり、駿河国入江荘長崎郷楠村（長崎氏が領地として管理していた地域）に所縁があるとされ、これに基づき楠木氏が長崎氏に近しい一族であったとする説がある。
南北朝時代に鎌倉幕府復興を目指し、中先代の乱を起こし、三度鎌倉を奪還した北条時行とともに、代々の得宗被官である長崎氏と工藤氏の出身と思われる武将の長崎駿河四郎、工藤次郎が処刑された記録がある。長崎駿河四郎は長崎氏の一族と推測されるが、詳細な系図は不明である 。

## 得宗被官平氏一族の苗字について
鎌倉時代は、姓に代わって名字が一般化した時代であった。これは、鎌倉幕府草創の時に、初代将軍源頼朝が、自己の直属家臣である御家人に、支配者たる自己とその近親者と、被支配者たる御家人とを明確に区別するため、また、朝臣ではなく将軍の家臣であることを強く認識させるため、姓ではなく苗字を名乗るよう要求したためである（姓とは基本的に朝廷から与えられるものであり、苗字は将軍から与えられた領地の名称に発することが多い）。この結果、例えば北条時宗が正式な名乗りである「平時宗」を用いるのは、官位を受ける時などの公式の場に限られることとなった。しかし、このことは北条氏の被官のような非御家人には求められてはいなかった。鎌倉時代を通じて、非御家人も姓ではなく例えば長崎氏や楠木氏といった苗字を名乗るようになっていくが、これは徐々に浸透して行ったのであり、苗字の由来となる要素（領地を与えられた、ある土地に移住した、一族の惣領が苗字を名乗った）がなければ、苗字を名乗らなかった（従って姓を名乗り続けた）ことは想像に難くない。
盛綱が長崎氏を称したとの説は近世の史料にあるのみであり、同時代の史料にはそのような記述はない。盛綱の孫・頼綱についても同様である。長崎氏が長崎郷を領したのも、盛綱・頼綱よりも後の時代であると考えられている。よって、盛綱、頼綱と長崎という苗字とを結びつけるものはない。かといって、盛綱、頼綱が長崎とは別の苗字を名乗っていたという記録もない。盛綱、頼綱が生前に長崎氏を称したことがない以上、長崎盛綱、長崎頼綱という言い方は、一族の中で彼らよりも後の世代が長崎氏を称したことから遡ってつけた呼称ということになり、完全に誤りというわけではないが問題が残る。そこで現在は、盛綱、頼綱は本姓の平から、平盛綱、平頼綱と表記する場合が多い。これはもちろん、盛綱、頼綱が生きていた時代に平盛綱、平頼綱と呼ばれていたという意味ではない。

## 人物
平氏
- 平盛綱
- 平盛時
- 平頼綱 - 『系図纂要』では盛綱の子とするが、盛時の子（盛綱の孫）とする説が有力[13][9]。
- 平宗綱 - 頼綱の子。
- 飯沼資宗 - 宗綱の実弟。実名については助宗（追加法632条）・頼盛（『系図纂要』）・資綱（『家伝史料』｢関家筋目｣）とも伝わる[14]。
- 平盛貞 - 盛時や頼綱と同じく｢平三郎左衛門尉｣の通称を持つことから、この家系の嫡流の人物とみられる[注釈 7]。宗綱の子。

長崎氏
- 長崎時綱 - 盛時の兄とされる。
- 長崎光盛 - 盛時の弟とされる（『系図纂要』では頼綱の弟とする）。
- 長崎光綱 - 頼綱の実弟または従弟（『系図纂要』では光盛の子）とされる。
- 長崎高泰 - 『系図纂要』では光綱の弟とする。勘ケ由左衛門尉。
- 長崎泰光 - 高泰の子（『系図纂要』）。孫四郎左衛門尉。
- 長崎思元 - 『系図纂要』では光綱の弟とする。北条邦時の乳母父。三郎左衛門尉。俗名については不明で、『系図纂要』に掲載の長崎高光（高元とも、法名：昌元）と同一とする説がある[16]。
- 長崎為基 - 『太平記』では思元の子、『系図纂要』では高光（昌元）の子とされる（従って思元＝高光か？）。勘ケ由左衛門尉。
- 長崎師家 - 『系図纂要』には高光の弟として記載。九郎左衛門尉。
- 長崎円喜 - 出家前の俗名については、当時の文書から「盛宗」[19]を名乗っていたとみられ、『系図纂要』等の系図類では「高綱」とされる。
- 長崎高頼 - 円喜の弟。高時に甥・高資の暗殺を命ぜられるも失敗し、流罪となった（『保暦間記』）。
- 長崎高資 - 円喜の嫡男。
- 長崎高貞 - 円喜の子、高資の弟で、諱は「高真」とも。四郎左衛門尉。元弘の乱においては阿蘇治時の軍奉行として千早城攻めに参加。鎌倉陥落後に降伏したが許されず処刑された。
- 長崎高重 - 高資の嫡男[1]（『系図纂要』では高貞の子とする）。
- 長崎泰綱 - 亀谷局（毛利時親室、毛利貞親母）の父[21]。系図上での位置は不明だが、｢綱｣の字を持つことから一族の者とみられる。

※系譜（系図）については『系図纂要』に掲載のものが現存しているが、この系図は信憑性が低く、研究では他の史料・古文書との照合によって復元の作業も続けられている。